# Baño central de Viena

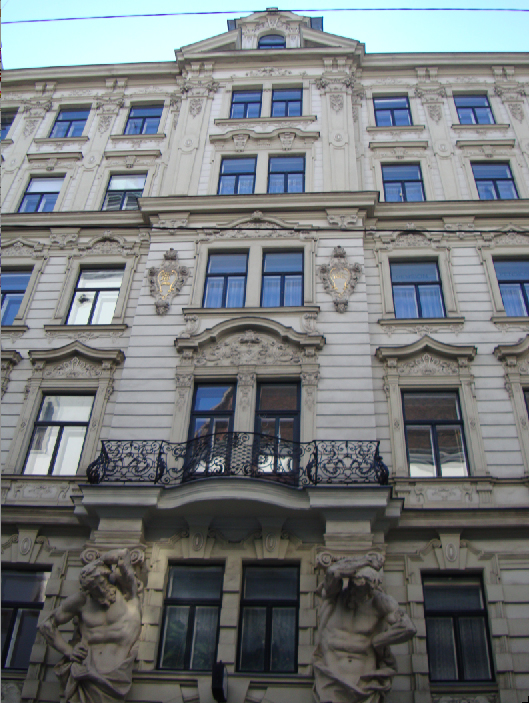
Baño central de Viena (Weihburggasse)

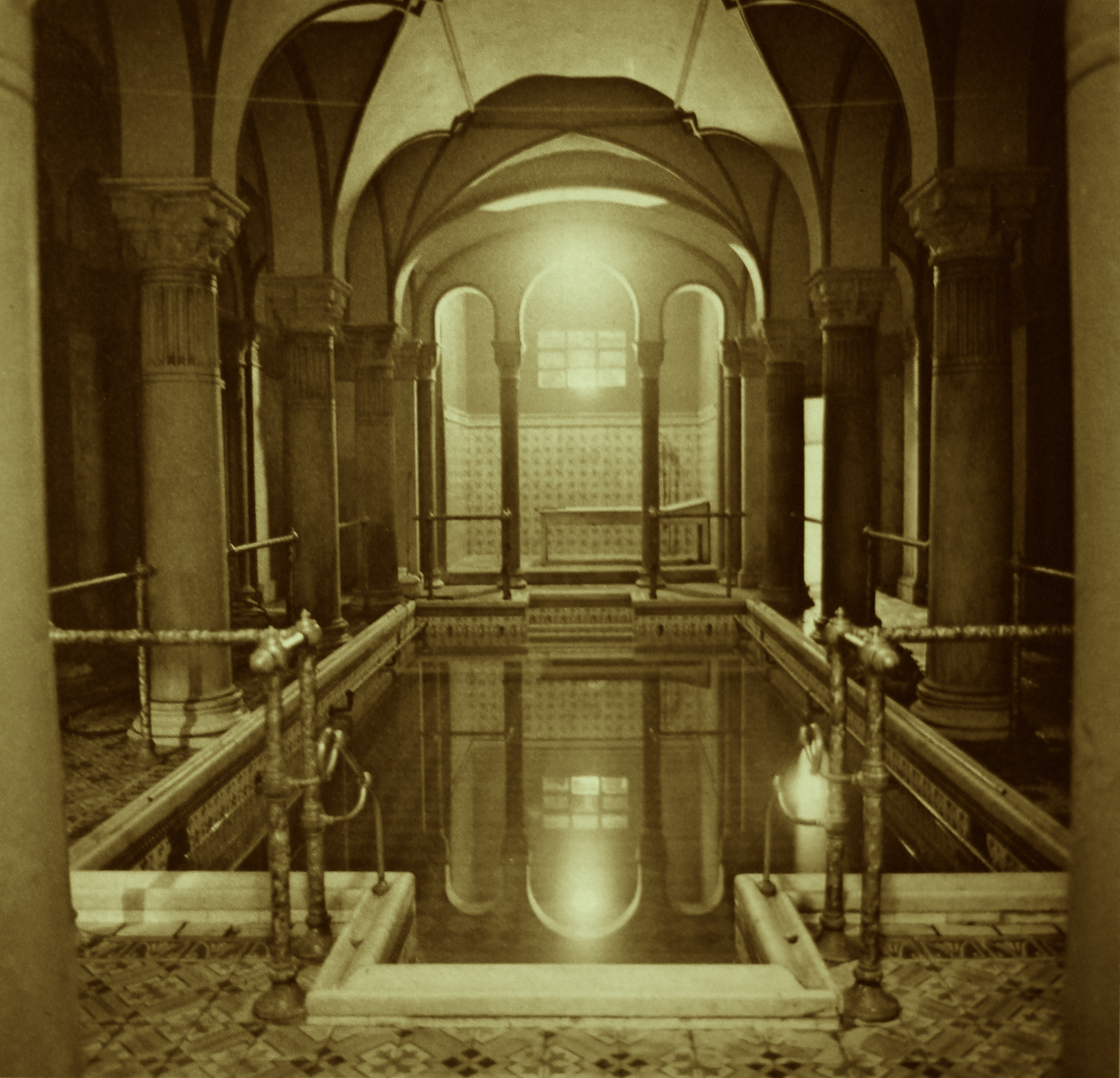
Bassin Souterrain (1889)

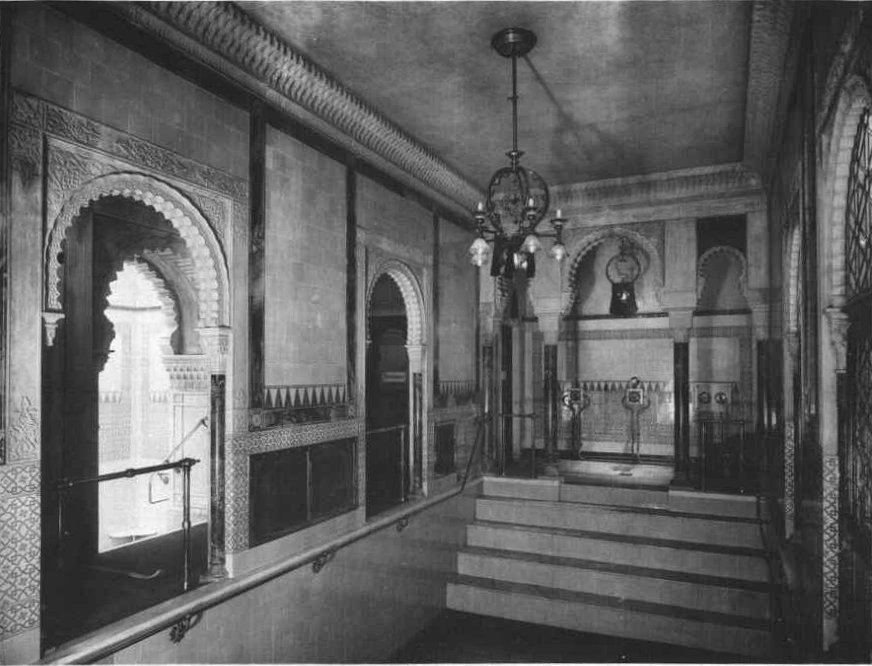
Bassin Souterrain (1894)

El Baño central de Viena (inaugurado en 1889 como Centro-Bad Wien, y conocido también como Kaiserbründl) es uno de los balnearios más elegantes de Viena, Austria.

## El edificio
El edificio actual fue construido entre los años 1887-1889 por los famosos arquitectos vieneses Honus Anton, Anton Lang (padre de Fritz Lang), Albert Constantin Swoboda y los hermanos Edmund y Czada Franz; el interior recibió su aspecto actual en 1894. 
A finales del siglo XIX, el Centralbad (por aquel entonces el único baño público en el centro de la ciudad) fue adquiriendo un notable prestigio entre la sociedad vienesa. Simon Baruch, famoso pionero de la hidroterapia y fundador del sistema de baños públicos de Nueva York, lo definió como "[el] baño más confortable, elegante y de acceso a todo el mundo." 
Hemos de tener en cuenta que, en esa época, la mayoría de hogares carecían de agua corriente, y la mala higiene era causante de todo tipo de enfermedades. Por tanto, establecimientos como los baños públicos, suponían una mejora notable en la calidad de vida de las ciudades. Sin embargo, como estos lugares facilitaban un contacto entre personas del mismo sexo en un ambiente íntimo, pronto muchos de ellos se asociaron a la homosexualidad, especialmente masculina. Entre sus clientes habituales se encontraba el archiduque Luis Víctor de Habsburgo-Lorena, hermano del emperador Francisco José I de Austria, que era famoso por su amor a la belleza masculina.
Desde principios de 1980, el Baño central se convirtió en un gran centro sólo para hombres homosexuales. Incluye un restaurante y tres pisos, con una sala de fitness, sauna, bio-sauna, baño de vapor, masajes, bar, etc. Entre sus visitantes famosos de los últimos tiempos está el cantante George Michael.

## Galería

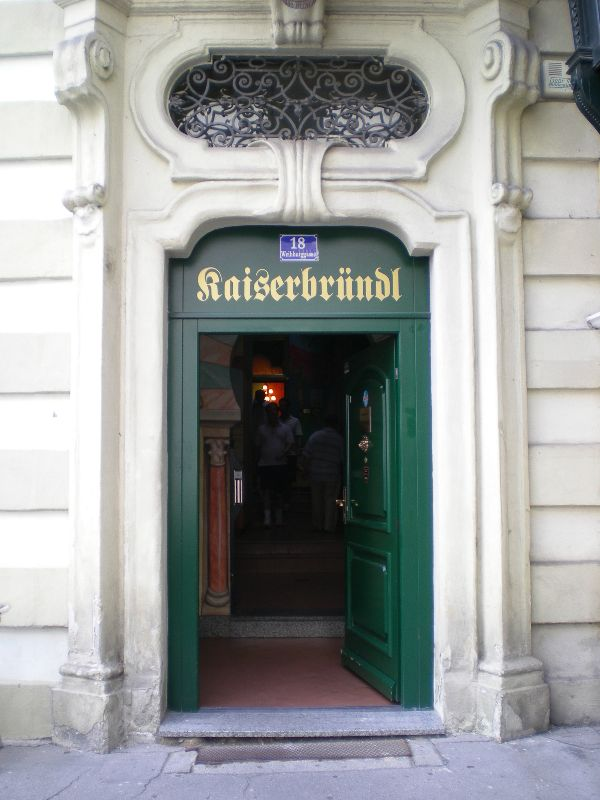
Entrada al Kaiserbründl-Sauna Viena
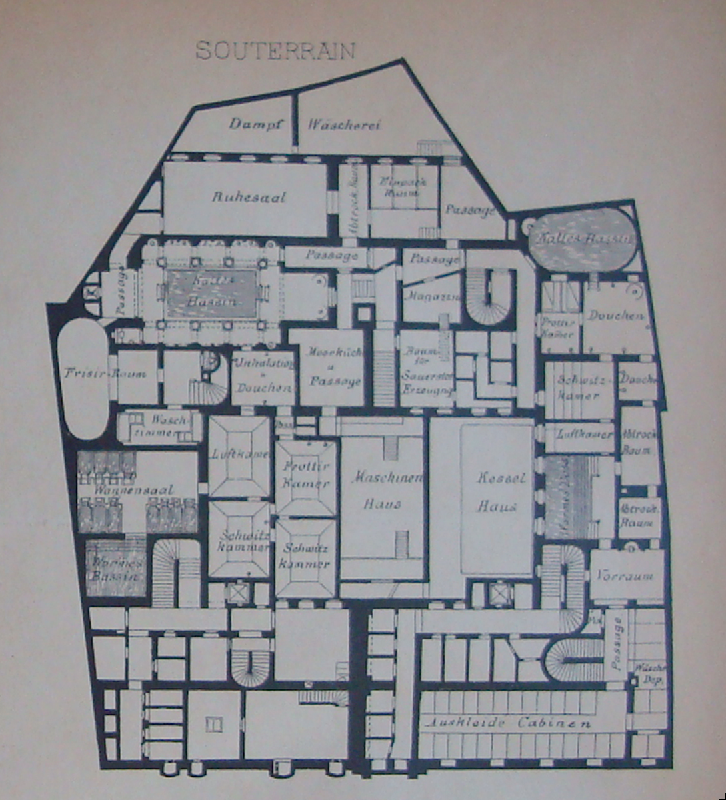
Planta Souterrain
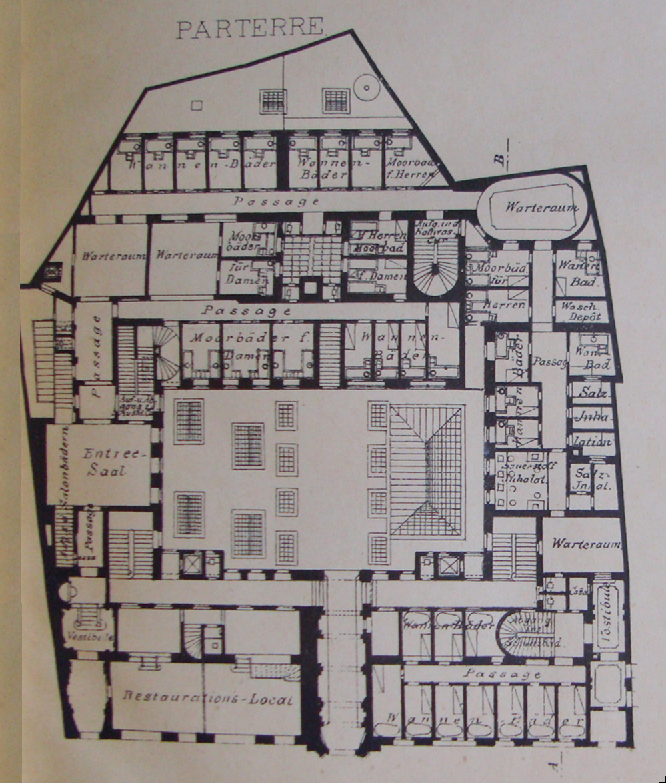
Planta Parterre
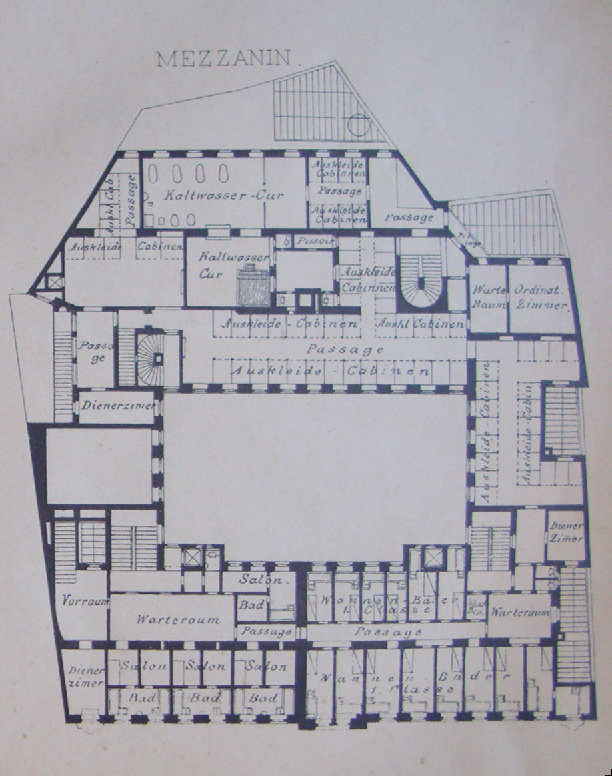
Planta Mezzanin
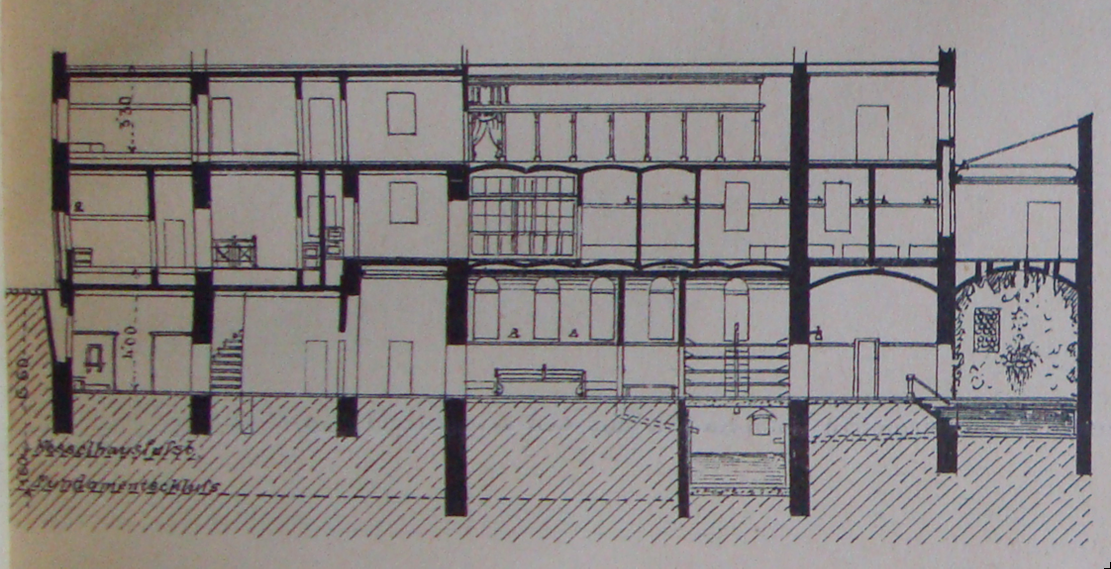
Vista en alzado